# Xuxa Fiesta
Xuxa Fiesta (também conhecido como Xuxa: Solamente para Bajitos II) seria o trigésimo sétimo álbum de estúdio e o oitavo álbum em espanhol da apresentadora e cantora brasileira Xuxa Meneghel. Foi inicialmente programado para ser lançado na Argentina em agosto de 2018, porém teve seu lançamento cancelado pela Sony Music.

## Produção
O álbum "Xuxa Festa" (XSPB 6) foi gravado e comercializado no ano de 2005, junto a ele, Xuxa gravou a versão em espanhol, o Xuxa Fiesta, que seria lançado no ano seguinte, porém o projeto foi arquivado e apenas três músicas foram divulgadas: em 2011 Xuxa foi ao programa da apresentadora da Telefé, Susana Giménez, e lá cantou "Dulce Miel" e "Ilariê", na versão do novo projeto. Em 2014, Xuxa foi a atração principal da festa de 25 do canal Telefé e lá cantou "Chindolelê (Todo el mundo esta feliz)".
O último álbum em espanhol lançado por Xuxa foi o Solamente para bajitos, em 2005, com as melhores músicas lançadas nas cinco primeiras versões em português do XSPB.

## Lançamento
As vendas do "Xuxa Fiesta" foram anunciadas pela Sony Music em agosto de 2011 e o álbum chegou a ter pré-venda em alguns sites. Mas não demorou muito para que o lançamento fosse mais uma vez adiado. Na época, em 2013, ao ser questionada por um fã em sua página no Facebook, Xuxa respondeu que o DVD não havia sido lançado por ela não ter um programa de televisão na Argentina especificamente. 
O álbum iria ser lançado oficialmente em agosto de  2018, na Argentina, junto com a versão Internacional da turnê Xuxa Xou.
Mas após o lançamento do novo álbum de músicas intitulado "Raridades X", foi dito em uma entrevista com Heloisa Tolipan, Xuxa disse que está para lançar um disco chamado XSPB Fiesta em breve, mas tendo uma unica dificuldade que seria a autorização dos compositores das respectivas músicas do álbum.

## Faixas
| Faixa | Nome                                             | Autor                                             |
| ----- | ------------------------------------------------ | ------------------------------------------------- |
| 1     | Viva La Fiesta (Bombando Brinque)                | (Carlinhos Brown)                                 |
| 2     | Ilarie (Ilariê)                                  | (Cid Guerreiro / Dito / Ceinha)                   |
| 3     | Danza de Xuxa (Dança da Xuxa (Remix DJ Malboro)) | (Prêntice / Ronaldo Monteiro)                     |
| 4     | Dulce Miel (Doce Mel (Bom Estar com Você))       | (Cláudio Rabello / Renato Corrêa)                 |
| 5     | Xuxalele (Xuxalelê)                              | (Zé Henrique / Fred Pereira)                      |
| 6     | El Abecedario de Xuxa (Abecedário da Xuxa)       | (Ronaldo Monteiro / César Costa Filho)            |
| 7     | Chindolele (Tindolelê)                           | (Cid Guerreiro / Dito)                            |
| 8     | Loquita por Ti (Pinel por Você)                  | (Cid Guerreiro / Baê / Dito)                      |
| 9     | Llevo Bien La Vida (Tô de Bem Com a Vida)        | (Anderson Cunha)                                  |
| 10    | Hoy es Dia de Alegria (Hoje É Dia de Folia)      | (Álvaro Socci / Cláudio Matta / Vivian Perl)      |
| 11    | La Vida es Una Fiesta (A Vida É Uma Festa)       | (Michael Sullivan / Paulo Massadas)               |
| 12    | Liberdad Total (Libera Geral)                    | (Álvaro Socci / Cláudio Matta)                    |
| 13    | Juguemos a Los Indios (Brincar de Índio)         | (Michael Sullivan / Paulo Massadas)               |
| 14    | Está Bueno (Tá Bom)                              | (Vanessa Alves, Ary Sperling e Mauricio Gaetanil) |
| 15    | Luna de Cristal (Lua de Cristal)                 | (Michael Sullivan / Paulo Massadas)               |
| 16    | Arco Iris (Arco-Íris)                            | (Michael Sullivan / Paulo Massadas / Ana Penido)  |

*Setlist infelizmente nunca foi divulgada, nomes das músicas apenas traduções de suas versões originais em português.